# Hubkiv, Berezne
Hubkiv (în ucraineană Губків) este localitatea de reședință a comunei Hubkiv din raionul Berezne, regiunea Rivne, Ucraina.

## Demografie
Componența lingvistică a localității Hubkiv
     Ucraineană (99,62%)
     Alte limbi (0,26%)
Conform recensământului din 2001, majoritatea populației localității Hubkiv era vorbitoare de ucraineană (99,62%), existând în minoritate și vorbitori de alte limbi.